# Henrik Lovén (lantmästare)
Sigurd Magnus Henrik Lovén, född den 11 juli 1920 i Stockholm, död den 9 april 2012 i Björklinge församling, Uppsala län, var en svensk lantbrukare. Han var far till Agneta Borgenstierna.
Lovén avlade lantmästarexamen vid Alnarp 1948. Han var godsförvaltare vid Sätuna säteri 1949–1991. Lovén invaldes i Skogs- och Lantbruksakademiens jordbruksavdelning 1979. Han blev riddare av Vasaorden 1974.